# Queen of Time
Queen of Time je třinácté studiové album finské heavymetalové hudební skupiny Amorphis. Vydáno bylo 18. května 2018 u společnosti Nuclear Blast. Producentem alba byl švédský hudebník Jens Bogren, přebal desky nakreslil Jean Simoulin. Texty pro skupinu napsal finský textař Pekka Kainulainen, který zároveň na albu namluvil proslov v jeho rodné finštině. Jedná se o první album od roku 2000, na kterém se podílel baskytarista Olli-Pekka Laine, jeden ze zakládajících členů skupiny.

## Seznam skladeb
1. The Bee
2. Message in the Amber
3. Daughter of Hate
4. The Golden Oak
5. Wrong Direction
6. Heart of the Giant
7. We Accursed
8. Grain of Sand
9. Amongst Stars
10. Pyres on the Coast

## Obsazení
- Tomi Joutsen – zpěv
- Esa Holopainen – kytara
- Tomi Koivusaari – kytara, hrubý zpěv
- Olli-Pekka Laine – basová kytara
- Santeri Kallio – klávesy
- Jan Rechberger – bicí

Ostatní
- Pekka Kainulainen – texty, proslov

Technická podpora
- Jens Bogren – produkce
- Jean Simoulin – přebal alba